# Галкин, Александр Михайлович (хоккеист)
Александр Михайлович Галкин (род. 15 октября 1977, Воскресенск, Московская область) — российский хоккеист, нападающий, тренер.

## Биография
Воспитанник воскресенского «Химика». Выступал за команды «Сокол» Луховицы (1993/94), «Химик» (1994/95 — 1997/98, 1999/2000 (аренда из «Мотора»), 2000/01, 2005/06), «Вятич» / «Рязань» (1997/98, 2003/04, 2004/05, 2006/07 — 2009/10), «Воронеж» (1998/99, 2003/04), «Мотор» Заволжье (1999/2000, 2001/02), «Химик-2» Воскресенск (2001/02, 2005/06), «Липецк» и «Липецк-2» (2002/03), «Велком» Истра (2003/04), «Ижсталь» и «Ижсталь-2» (2004/05).
В МХЛ и Суперлиге провёл четыре сезона, сыграл 69 матчей.
Тренер сборной команды девушек Московской области (2014—2020), команды девушек «Атлант» Воскресенск (2019—2020). Старший тренер команды ЖХЛ «МСМО 7.62» Воскресенск (2020/21).
В октябре 2020 года сообщалось, что осложнение после заболевания коронавирусом спровоцировало у Галкина инсульт.